# Les Îles (Brissogne)
Les Îles est le nom d'une localité située sur la commune de Brissogne, dans la Vallée d'Aoste, en Italie du Nord.

## Description
Cette localité est connue au niveau régional pour la prison régionale, ainsi que pour un des plus importants clubs de golf de la région et pour une station-service de l'autoroute de la Vallée d'Aoste.
Une partie des Îles de Brissogne fait partie de la réserve naturelle des Îles.

## Monuments et lieux d'intérêt
- Prison de Brissogne
- Réserve naturelle des Îles